# 9904 Mauratombelli
9904 Mauratombelli là một tiểu hành tinh dạng C tiểu hành tinh vành đai chính. Nó quay quanh Mặt Trời mỗi 4.52 năm. Nó được phát hiện ngày 29 tháng 7 năm 1997 bởi Andrea Boattini và Luciano Tesi ở Đài thiên văn Pistoia, tên chỉ định của nó là "1997 OC1".